# Регенсбург
Ре́генсбург, Ратизбона (Реґенсбурґ, нім. Regensburg, пол. Ratyzbona, лат. Castra Regina, Ratisbona, чеськ. Řezno) — місто в південно-східній Німеччині, у землі Баварія. З населенням 157 777 мешканців (станом на травень 2015), Регенсбург є четвертим найбільшим містом Баварії після Мюнхена, Нюрнберга та Аугсбурга. Воно є політичним, економічним та культурним центром Східної Баварії та столицею баварського адміністративного району (округу) Верхній Пфальц. Важливий залізничний вузол і річковий порт на горішньому Дунаї. Розміщений на збігу річок Дунай, Нааб та Реген.
Стара частина міста, що була закладена ще в часи Середньовіччя, визнана об'єктом світової спадщини ЮНЕСКО та є засвідченням ролі Регенсбурга як культурного центру середньовічної Південної Німеччини. У 2014 році Регенсбург належав до найвідвідуваніших туристами міст Німеччини.

## Історія

### Перші поселення та рання історія

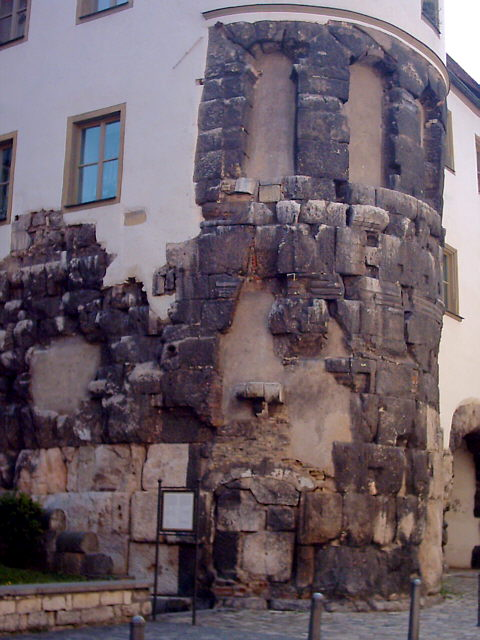
Фрагменти Східної вежі преторіанської брами з давньоримських часів

Перші поселення на місці сучасного Регенсбурга датуються ще кам'яною добою. Кельтська назва «Radasbona» — найдавніша з назв, що її мали такі поселення. Відомо, що в 90 році н. е. римляни побудували тут фортецю.
У 179 році н. е., за часів Імператора Марка Аврелія, для третього італійського легіону тут було побудовано фортецю Castra Regina (лат. "фортеця на річці Реген"). Табір римлян був стратегічно розташований у найвіддаленішій на північ точці Дунаю й географічно збігається з «серцем» теперішнього Старого міста (нім. Altstadt) — між вулицями Обере Бахгассе (нім. Obere Bachgasse), Унтере Бахгассе (нім. Untere Bachgasse) та західною частиною площі Шваненплатц (нім. Schwanenplatz). Історики релігії вважають, що навіть у пізньоримський період місто мало статус єпископського. Достеменно відомо, що св. Боніфатій поновив єпископат у Регенсбурзі в 739 році.
На початку VI ст. Регенсбург стає родовим містом правлячої на той час династії Агілольфінгів (нім. Agilolfing), а приблизно з 530 року й до першої половини XIII ст. — столицею Баварії. Регенсбург залишався важливим містом і за часів правління Карла І Великого. У 792 році тут проходила церковна частина генеральної асамблеї Карла І Великого. Рада єпископів визнала єрессю вчення адопціоністів, яке проповідувалося іспанськими єпископами Еліпандусом Толедським та Феліксом Ургельським. Після розділу імперії Карла Великого місто стає центром Східно-Франкського королівства — з 843 року саме тут перебував його правитель — засновник майбутньої династії німецьких Каролінгів — Людовик II Німецький. Двома роками пізніше до Регенсбурга приїжджають отримувати хрещення чотирнадцять князів Богемських. Так почався процес хрещення всього чеського народу, а діоцезія Регенсбург стала «матір'ю» Празької діоцезії. Ці події мали величезний вплив на історію та культуру чеських земель, оскільки потім призвели до їх включення до римо-католицької церкви, а не до церкви православної. Про цей факт досі пам'ятають, тож на фасаді Церкви св. Іоанна (розташована на приблизному місці хрещення) кілька років тому було відкрито пам'ятну дошку чеською та німецькою мовами, де згадується це хрещення.

### Середньовіччя
У 1245 році Регенсбург став імперським вільним містом і слугував центром торгівлі аж до переміщення торговельних шляхів, що відбулося в пізньому Середньовіччі. У ранньосередновічному Регензбурзі існували, зокрема, спеціальні торгівельні корпорації «русаріїв», тобто купців, які спеціалізувалися на торгівлі з Руссю. Торгівля Русі із Заходом, яка велася через Регенсбург, пояснює наявність латинських літер на торгівельних пломбах дорогичинського типу.
Наприкінці XV ст., у 1486 році, Регенсбург увійшов до складу Баварського герцогства , однак незалежність міста було відновлено Римським імператором десятьма роками пізніше. Регенсбург прийняв протестантську реформацію у 1542 році, а його міська рада при цьому залишилася цілком лютеранською. У 1663–1806 роках Регенсбург був місцем проведення засідань постійного Імператорського Рейхстагу Священної Римської Імперії, від чого й пішла назва «Постійний регенсбурзький рейхстаг» (нім. Immerwährender Reichstag). Таким чином, місто було одним з центральних у Європі, і його відвідувала значна кількість людей.
Меншість містян залишилася католиками, при цьому їх було позбавлено громадянських (цивільних) прав ("нім. "Bürgerrecht"). Не слід, однак, плутати місто Регенсбург та єпископство Регенсбург, адже, хоч імперське місто прийняло реформацію, воно залишалося резиденцією римокатолицького єпископства та місцем розташування кількох абатств. Три з цих абатств (Санкт Еммерам, Нідермюнстер та Обермюнстер) мали імперську автономію. Це означало, що їм було надане постійне місце і право голосу в Рейхстазі. У такий спосіб склалася унікальна ситуація, коли місто Регенсбург складалося з п'ятьох незалежних утворень (у рамках Священної Римської імперії): власне, протестантського міста, римокатолицького єпископства та трьох монастирів, згаданих вище. Крім того, місто розглядалося як традиційна столиця округу Баварія (не плутати з герцогством), через присутність у місті постійного Рейхстагу — діяло як фактична друга столиця Імперії (разом з Імператорським судом у Відні) і також слугувало резиденцією Імператорського посланника при Рейхстазі. При цьому, за винятком одного короткого періоду, роль Імператорського посланника виконував сам місцевий князь. Тодішніх правителів міста — родину Турн-і-Таксіс (нім. Thurn und Taxis) — було зведено у князівський ранг 1695 року, а члени родини й досі постійно проживають у Регенсбурзі.

### Сучасна історія (XIXст.— наш час)

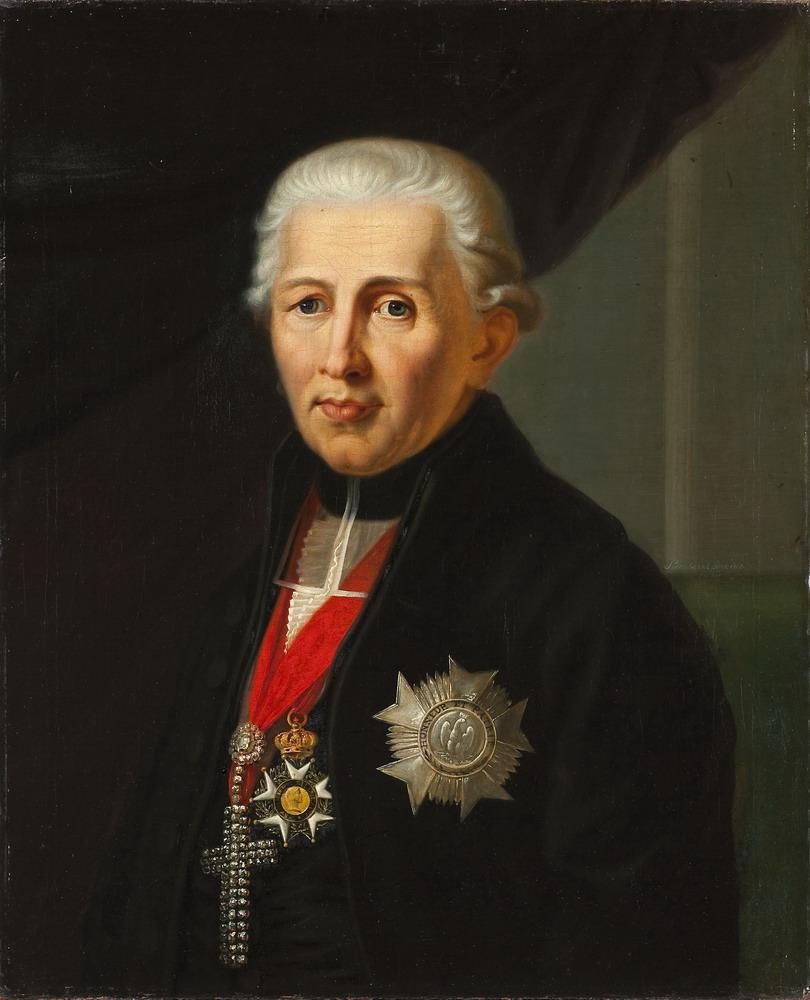
Портрет К. Т. фон Дальберга, 1812 р. (худ. Ф. С. Штірнбранд)

Після приєднання до архиєпископства Регенсбург у 1803 році місто втратило статус імперського вільного міста. Управління містом було передане архиєпископу курфюрсту Майнцькому, архіканцлеру Священної Римської імперії — Карлу Теодору фон Дальбергу — як компенсація за Майнц, який у свою чергу було віддано Франції за умовами Люневільського миру 1801 року. Архиєпископство Майнц формально перемістилося до Регенсбурга. Дальберг об'єднав єпископство, монастирі та саме місто, створивши Архиєпископство Регенсбург (нім. Fürstentum Regensburg). Він модернізував світське життя і, найголовніше, забезпечив рівність у правах для протестантів та католиків. У 1810 році Дальберг уступив Регенсбург Королівству Баварія, отримавши замість цього міста Фульда та Ганау разом із титулом «великого герцога Франкфуртського».
19-23 квітня 1809 року в Регенсбурзі відбулася франко-австрійська битва, що в історії отримала назву Битва під Регенсбургом (також: Взяття Регенсбурга), між французькими імператорськими військами під командуванням барона де Куто (фр. Baron de Coutaud) (65-тий підрозділ) та австрійськими вояками, що відступили. Після того, як провізія та амуніція з обох сторін скінчилася, контроль над містом перейшов до Франції. Місту було завдано значної шкоди: близько 150 будинків згоріли, велику кількість домівок було розграбовано.

### Нацизм та Друга світова війна
У Регенсбурзі розміщувався авіаційний завод, на якому виробляли Messerschmitt Bf 109, та нафтопереробний завод. Ці стратегічні об'єкти стали ціллю союзників 17 серпня 1943 року під час Швайнфуртсько-Регенсбурзької операції та 5 лютого 1945 року під час т. зв. «нафтопереробної операції». Хоча обидва заводи були майже вщент знищені, сам Регенсбург майже не зазнав ушкоджень та руйнувань від бомбардувань союзницької авіації. Це дало змогу згодом включити неушкоджену стару частину міста до реєстру Світової спадщини ЮНЕСКО. Найважливішою культурно-історичною пам'яткою, яка була втрачена в Другій світовій війні, став Обермюнстерський собор, побудований у романському стилі. Собор було знищено під час нальоту в березні 1945 року й так не було відновлено — збереглася лише дзвіниця. Темпи відбудови Регенсбурга в повоєнний час були повільними, але це дало змогу запобігти знесенню старих історичних будівель та побудові на їхньому місці сучасних споруд. Коли реставрація Регенсбурга вдруге перейшла в активну фазу (наприкінці 1960-х років), було вирішено, що старовинний спадок міста і його дух мають бути збережені.

### Історія міста у повоєнний час
У 1945–1949 роках у робітничому районі Ґанґгофер-Зідлюнґ (нім. Ganghofersiedlung) із близько 7000 мешканців існував український табір переміщених осіб (англ. "DP camp"), де на своєму піку в 1946—1947 роках було розміщено близько 5000 українських та 1000 неукраїнських біженців і переміщених осіб. У таборі діяли парафії УГКЦ і УАПЦ; школи й гімназія, Український технічно-господарський інститут; тижневик «Слово», театр Володимира Блавацького, кооператив «Українське Мистецтво». У таборі існували спортивні товариства «Січ», «Верховина» та «СУМ-Юнак».

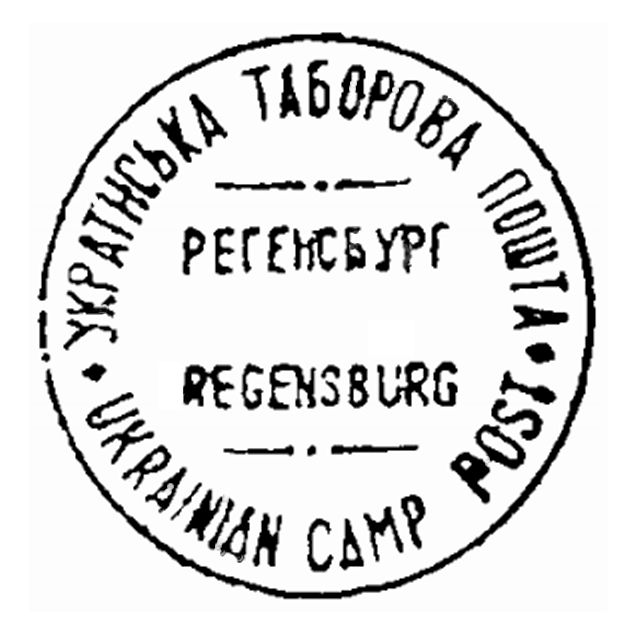
Поштовий штемпель Української таборової пошти міста Регенсбург

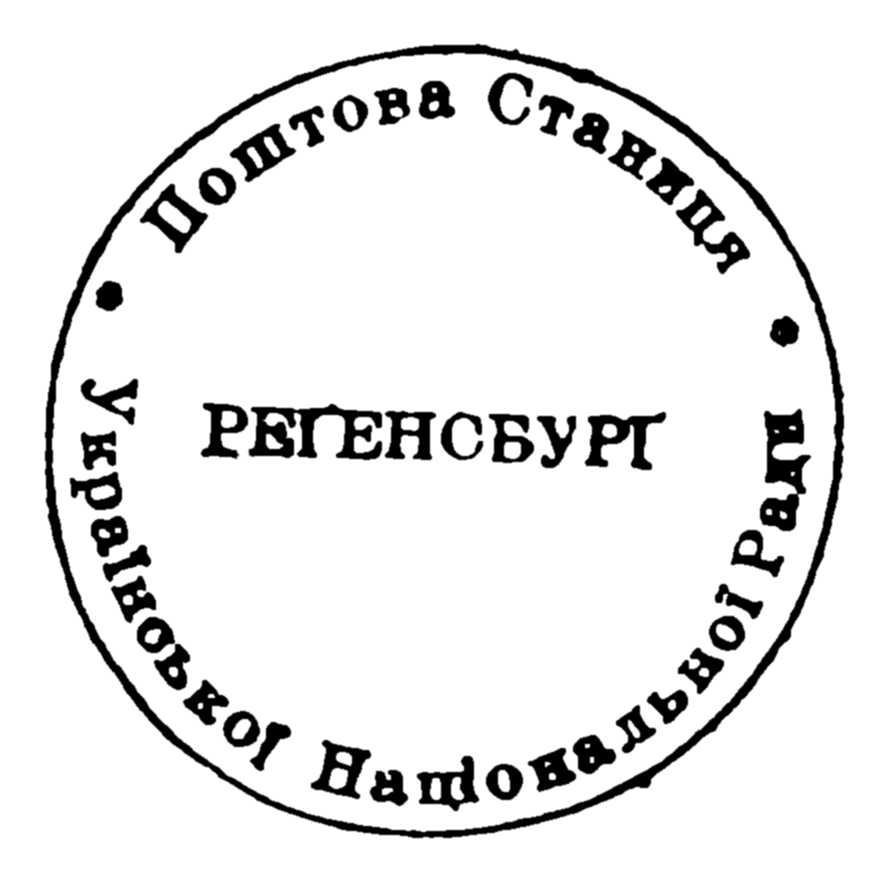
Штемпель поштової станиці УНРади з нагоди відкриття І сесії УНРади в Німеччині, 1948 рік

За погодженням з американською окупаційною владою у таборах для переміщених осіб виникає таборова пошта і поштові станиці (англ. camp post). У таборі Регенсбург поштова станиця заснована в грудні 1946 року. У березні 1947 року до святкування Шевченкових роковин переміщені українці видають пам'ятну марку з портретом поета в молодому віці.
Мешканцями табору були, зокрема, малярі́ Борачок Северин, Луцик Степан, Мороз Михайло, скульптор Капшученко Петро, Любов Волинець й інші. Голова табору — Кліш Артимович.
На початку 1960-х років Регенсбург інвестував значні фінансові кошти в розвиток технічної та соціальної інфраструктури з метою залучення виробничих підприємств. Першою великою багатонаціональною компанією, що заснувала виробничі потужності в місті, стала корпорація Siemens, що стало віхою у повоєнному розвиткові міста. У 1965 році в місті відкрито Регенсбурзький університет, у 1971 році — Університет точних наук. У 1986 році власні потужності в Регенсбурзі відкрив концерн BMW. Від початку 1990-х років у місті також розміщуються кілька відомих високотехнологічних компаній, серед яких Infineon та OSRAM, а приплив інвестицій сприяє економічному розвиткові міста.
У 1997 році Регенсбург отримав Європейську премію за видатні досягнення у сфері євроінтеграції.
У липні 2006 року Комітет світової спадщини ЮНЕСКО вніс архітектурно-історичний ансамбль Старого міста Регенсбург до охоронного реєстру як найбільше та найкраще збережене старе місто на північ від Альп. У зв'язку з цим Старе місто часто називають «найпівнічнішим містом Італії». Неподалік від Кам'яного мосту в історичній будівлі Зальцштадль (нім. Salzstadl) у 2007 році під патронатом ЮНЕСКО відкрито інформаційний центр-музей, де зібрано детальну інформацію про двотисячолітню історію Регенсбурга.

## Географія

### Топографія
Регенсбург лежить на березі Дунаю у найвіддаленішій на північ його точці. Місто розташоване на стику чотирьох різних географічних ландшафтів:
- на північ і північний схід від міста лежить Баварський ліс (нім. Bayerischer Wald) з його гранітними та гнейсовими горами, дикими лісами та національним парком «Баварський ліс»;
- на сході та північному сході від міста розташована родюча Дунайська рівнина — регіон Gäuboden — з орними землями високої врожайності;
- південний бік міста характеризується горбистою місцевістю, яка є продовженням швабсько-баварського передгір'я Альп;
- на захід від околиць міста розташований гірський масив Франконський Альб;

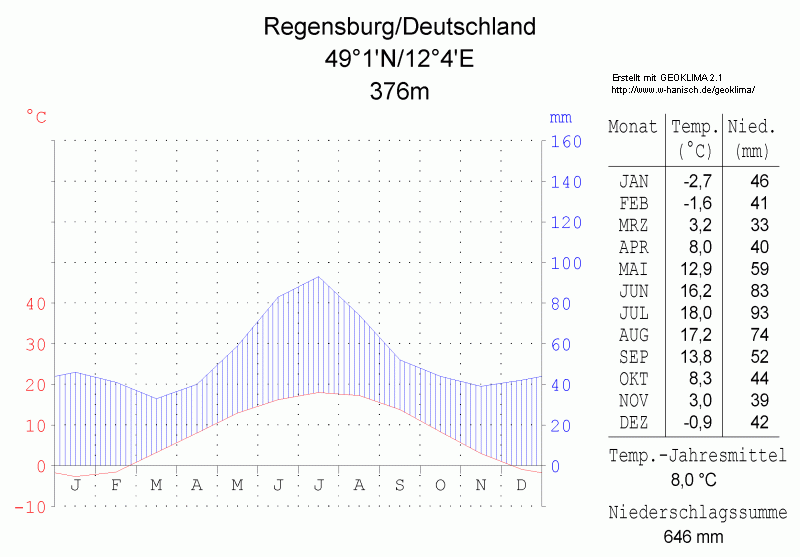
Клімат в Реґенсбурзі

### Клімат
Клімат Регенсбурга, за класифікацією кліматів Кеппена, зачислено до типу «вологий континентальний». Середня річна температура становить 8.5 °C і дещо перевищує середньонімецький показник (7.8 °C), середня кількість опадів — 636 мм на рік (нижче за середньонімецький рівень опадів, який становить бл. 700 мм). З показником у 1670 сонячних годин на рік Регенсбург випереджає аналогічний середньонімецький показник на 120 годин.
Найтеплішим місяцем року є липень, найхолоднішим — січень.

## Основні пам'ятки

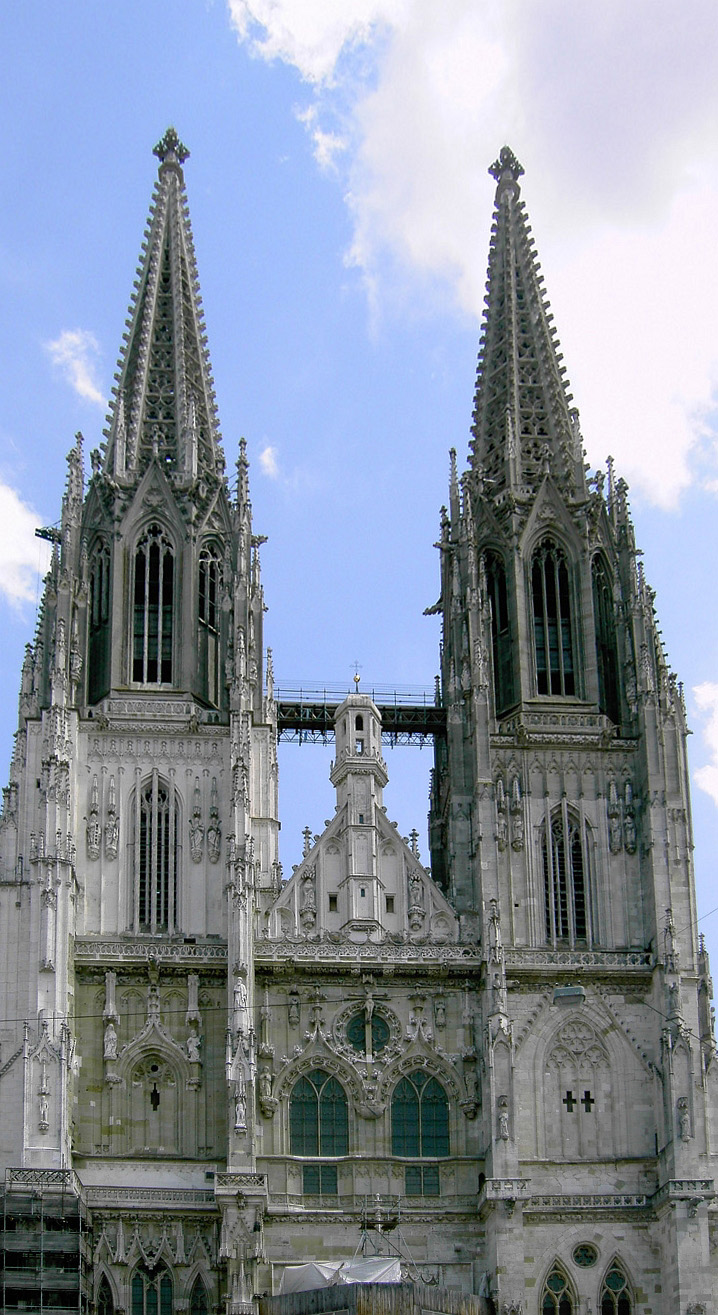
Фасад Регенсбурзького собору

Регенсбург є найбільшим середньовічним старим містом серед міст, розташованих на північ від Альп — більше 1500 старовинних будівель — та мальовничий міський краєвид. Найвідоміші туристичні пам'ятки розташовані, переважно, у Старому місті. Серед них можна відзначити такі:
- Регенсбурзький собор св. Петра (нім. Regensburger Dom (Dom St. Peter)) — яскравий приклад чистої німецької готичної архітектури — вважається головною пам'яткою готичного стилю у Баварії. Будівництво було розпочато у 1275 році і завершене у 1634 році (окрім веж собору, які будували до 1869 р.). Інтер'єр собору вражає численними цікавими скульптурами, серед яких шедеври роботи німецького скульптора Петера Фішера Старшого (нім. Peter Vischer der Ältere). Поруч із собором знаходяться дві каплиці, вік яких датується, ймовірно, VIII ст. Одна з каплиць зветься «старий собор». Постійний кафедральний хор собору — відомий хоровий колектив «Regensburger Domspatzen».
- Кам'яний міст (нім. Steinerne Brücke) (1135—1146) — шедевр середньовічного містобудування. Учасники Другого та Третього хрестових походів перетинали Дунай по цьому мосту на шляху до Святої Землі.
- Регенсбурзька сосисочна (нім. Historische Wurstkuchl) — приваблює окрім зголоднілих туристів також і місцевих жителів. Первісно була побудована для будівельників мосту, і зараз знаходиться безпосередньо поруч із ним.
- Залишки фортифікаційних споруд та стін римської фортеці з брамою (лат. Porta Praetoria).

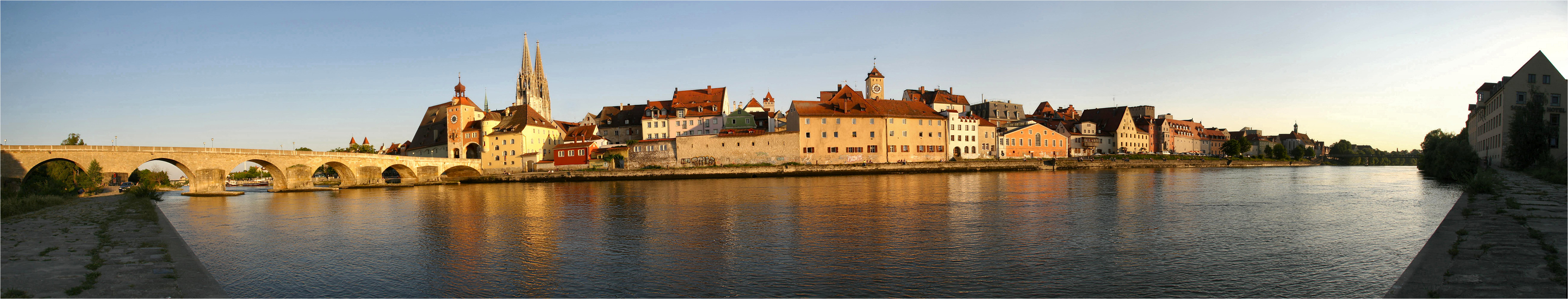
Панорама набережної Регенсбурга, Кам'яного та Старого містів

## Уродженці
- Теоделінда (бл. 570—628) — королева лангобардів, дочка герцога Баварського Гарібальда I
- Томас Діц (* 1982) — німецький артист цирку
- Кушнір Андрій Васильович (* 1947) — американський художник.
- Штефан Кайль (* 1958) — німецький дипломат. Генеральний консул Німеччини в Донецьку (Україна) (2019—2021)